# Grzyby chronione w Polsce
Lista stanowi zestawienie gatunków grzybów objętych ścisłą i częściową ochroną gatunkową w Polsce. Zestawienie obejmuje gatunki chronione na podstawie rozporządzenia Ministra Środowiska z dnia 9 października 2014 r. w sprawie ochrony gatunkowej grzybów. Nazwy naukowe i systematyka były podawane w oparciu o „Krytyczną listę wielkoowocnikowych grzybów podstawkowych Polski” Władysława Wojewody z 2003 roku, która posługiwała się nieaktualnymi nawet jak na czas wprowadzenia rozporządzenia nazwami naukowymi. Przykładem jest borowik królewski (dawniej Boletus regius, obecnie Butyriboletus regius), do którego odnosił się termin "borowik żółtobrązowy podgatunek królewski (Boletus appendiculatus ssp. regius). Od podzielenia rodzaju borowik (Boletus) na inne, żaden z 3 ściśle chronionych borowików nie ma odpowiedniej nazwy w rozporządzeniu.
Nazwy łacińskie i polskie na podstawie rozporządzenia.

## Gatunki dziko występujących grzybów objęte ochroną ścisłą
Diplocystidiaceae
- promieniak wilgociomierz (Astraeus hygrometricus)

Physalacriaceae
- opieńka torfowiskowa (Armillaria ectypa)
- żyłkowiec różowawy (Rhodotus palmatus)

Sarcosomataceae
- Sarcosoma globosum

boczniakowate (Pleurotaceae)
- boczniak mikołajkowy (Pleurotus eryngii)

borowikowate (Boletaceae)
- borowik korzeniasty (Boletus radicans)
- borowik szatański (Boletus satanas)
- borowik żółtobrązowy podgat. królewski (Boletus appendiculatus ssp. regius)

czarkowate (Sarcoscyphaceae)
- czareczka długotrzonkowa (Microstoma protracta)
- czarka jurajska (Sarcoscypha jurana)

gąskowate (Tricholomataceae)
- dwupierścieniak cesarski (Catathelasma imperiale)
- wilgotnica czapeczkowata (Hygrocybe calyptriformis)

gwiazdoszowate (Geastraceae)
- gwiazda wieloporowa (Myriostoma coliforme)
- gwiazdosz Geastrum lageniforme
- gwiazdosz angielski (Geastrum berkeleyi)
- gwiazdosz bury (Geastrum elegans)
- gwiazdosz karzełkowaty (Geastrum schmidelii)
- gwiazdosz kwiatuszkowaty (Geastrum floriforme)
- gwiazdosz szorstki (Geastrum campestre)
- gwiazdosz węgierski (Geastrum hungaricum)
- gwiazdosz workowaty (Geastrum saccatum)
- gwiazdosz wzniesiony (Geastrum fornicatum)

kolcownicowate (Bankeraceae)
- kolczakówka dołkowana (Hydnellum scrobiculatum)
- kolczakówka kasztanowata (Hydnellum ferrugineum)
- kolczakówka niebieskawa (Hydnellum caeruleum)
- kolczakówka piekąca (Hydnellum peckii)
- kolczakówka pomarańczowa (Hydnellum aurantiacum)
- kolczakówka strefowana (Hydnellum concrescens)
- kolczakówka wonna (Hydnellum suaveolens)
- kolczakówka żółtobrązowa (Hydnellum compactum)
- sarniak Sarcodon joeides
- sarniak Sarcodon underwoodii
- sarniak sinostopy (Sarcodon glaucopus)
- sarniak szorstki (Sarcodon scabrosus)
- szaraczek sosnowy (Boletopsis grisea)

kustrzebkowate Pezizaceae)
- koronica ozdobna (Sarcosphaera coronaria)

maślakowate (Suillaceae)
- maślak trydencki (Suillus tridentinus)

pieczarkowate (Agaricaceae)
- berłóweczka czeska (Tulostoma kotlabae)
- berłóweczka łuskowata (Tulostoma squamosum)
- berłóweczka rudawa (Tulostoma melanocyclum)

pniarkowate (Fomitopsidaceae)
- jamkówka białobrązowa (Antrodia albobrunnea)
- pniarek lekarski (Fomitopsis officinalis)
- pomarańczowiec bladożółty (Pycnoporellus alboluteus)
- porojęzyk dębowy (Piptopurs quercinus)
- późnoporka czerwieniejąca (amylek lapoński) (Amylocystis lapponicus)

powłocznikowate (Corticiaceae)
- powłocznik białofioletowy (Corticium polygonioides)

smardzowate (Morchellaceae)
- krążkówka żyłkowana (Disciotis venosa)

soplówkowate (Hericiaceae)
- soplówka jeżowata (Hericium erinaceum)

tęgoskórowate (Sclerodermataceae)
- tęgoskór korzeniasty (Scleroderma septentrionale)

truflowate (Tuberaceae)
- trufla wgłębiona (Tuber mesentericum)

żagwiowate (Polyporaceae)
- miękusz szafranowy (Hapalopilus croceus)
- szkieletnica wonna (Skeletocutis odora)
- żagiew korzonkowa (Polyporus rhizophilus)

## Gatunki dziko występujących grzybów objęte ochroną częściową
borowikowate (Boletaceae)
- podgrzybek tęgoskórowy (Pseudoboletus parasiticus)
- poroblaszek żółtoczerwony (Phylloporus rhodoxanthus)
- szyszkowiec łuskowaty (Strobilomyces strobilaceus)

Bulgariaceae
- Holwaya mucida

dzwonkówkowate (Entolomataceae)
- dzwonkówka Entoloma sphagnorum
- dzwonkówka bagienna (Entoloma cuspidiferum)
- dzwonkówka ciemniejąca (Entoloma turci)
- dzwonkówka szarofioletowa (Entoloma bloxamii)

gąskowate (Tricholomataceae)
- białokrowiak trójbarwny (Leucopaxillus compactus)
- gąska pomarańczowa (Tricholoma aurantium)

gołąbkowate (Russulaceae)
- mleczaj strefowany (Lactarius zonarioides)
- mleczaj żółtofioletowy (Lactarius repraesentaneus)

gwiazdoszowate (Geastraceae)
- gwiazdosz brodawkowy (Geastrum corollinum)
- gwiazdosz czteropromienny (Geastrum quadrifidum)

jodłownicowate (Bondarzewiaceae)
- jodłownica górska (Bondarzewia mesenterica)

krążkownicowate
- Discina fastigiata
- piestrzenica Gyromitra ambigua

kruchaweczkowate (Psathyrellaceae)
- kruchaweczka Psathyrella maculata
- kruchaweczka meduzogłowa (Psathyrella caput-medusae)

lakownicowate (Ganodermaceae)
- lakownica żółtawa (Ganoderma lucidum)

łęgotowate (Geoglossaceae)
- małozorek zielony (Microglossum viride)
- włosojęzyk szorstki (Trichoglossum hirsutum)

maślakowate (Suillaceae)
- borowiec dęty (Suillus cavipes)
- maślak błotny (Suillus flavidus)
- maślak syberyjski (Suillus sibiricus)

ozorkowate (Fistulinaceae)
ozorek dębowy (Fistulina hepatica)
pieczarkowate (Agaricaceae)
- kurzawka błotna (Bovista paludosa)

pierścieniakowate (Strophariaceae)
- tzw. łuskwiak włóknistołuskowaty (Hemipholiota heteroclita)
- Cyclocybe cylindracea

pniarkowate (Fomitopsidaceae)
- jamkówka kurczliwa (Antrodia ramentacea)
- pniarek różowy (Fomitopsis rosea)
- żagwica listkowata (Grifola frondosa)

siatkoblaszkowate (Gomphaceae)
- buławka obcięta (Clavariadelphus truncatus)
- buławka pałeczkowata (Clavariadelphus pistillaris)
- buławka spłaszczona (Clavariadelphus ligula)
- siatkoblaszek maczugowaty (Gomphus clavatus)

siedzuniowate (Sparassidaceae)
- siedzuń dębowy (Sparassis brevipes)

skórnikowate (Stereaceae)
- tarczóweczka wielkozarodnikowa (Aleurocystidiellum subcruentatum)

smardzowate (Morchellaceae)
- naparstniczka czeska (Verpa bohemica)
- naparstniczka stożkowata (Verpa conica)
- smardz grubonogi (Morchella crassipes) – chronione są okazy rosnące poza terenem ogrodów, upraw ogrodniczych, szkółek leśnych oraz poza terenami zieleni
- smardz półwolny (Morchella gigas) – chronione są okazy rosnące poza terenem ogrodów, upraw ogrodniczych, szkółek leśnych oraz poza terenami zieleni
- smardz wyniosły (Morchella elata) – chronione są okazy rosnące poza terenem ogrodów, upraw ogrodniczych, szkółek leśnych oraz poza terenami zieleni

soplówkowate (Hericiaceae)
- soplówka bukowa (Hericium coralloides)
- soplówka jodłowa (Hericium alpestre)

szczeciniakowate (Hymenochaetaceae)
- błyskoporek podkorowy (Inonotus obliquus)

uszakowce (Auriculariales )
- płomykowiec galaretowaty (Guepinia helvelloides)

wodnichowate (Hygrophoraceae)
- wilgotnica cytrynowozielonawa (Hygrocybe citrinovirens)
- wilgotnica okazała (Hygrocybe splendidissima)
- wilgotnica ozdobna (Hygrocybe aurantiosplendens)
- tzw. wilgotnica sklepiona (Cuphophyllus fornicatus)
- wilgotnica włoska (Hygrocybe reidii)
- wilgotnica zasadowa (Hygrocybe ingrata)
- wodnicha atramentowa (Hygrophorus atramentosus)
- wodnicha brunatnobiała (Hygrophorus latitabundus)
- wodnicha kozia (Hygrophorus erubescens)
- wodnicha odymiona (Hygrophorus camarophyllus)
- wodnicha oliwkowobrązowa (Hygrophorus persoonii)
- wodnicha zaróżowiona (Hygrophorus erubescens)

zasłonakowate (Cortinariaceae)
- zasłonak słomkowożółty (Cortinarius elegantior)

żagwiowate (Polyporaceae)
- żagiew wielogłowa (Polyporus umbellatus)

## Gatunki dawniej chronione, od 2014 wyłączone z ochrony
- berłóweczka zimowa (Tulostoma brumale)
- borowik królewski (Boletus regius)
- czarka austriacka (Sarcoscypha austriaca)
- czarka szkarłatna (Sarcoscypha coccinea)
- gąska wielka (Tricholoma colossus)
- gwiazdosz czarnogłowy (Geastrum melanocephalum)
- gwiazdosz frędzelkowany (Geastrum fimbriatum)
- gwiazdosz koronowaty (Geastrum coronatum)
- gwiazdosz najmniejszy (Geastrum minimum)
- gwiazdosz prążkowany (Geastrum striatum)
- gwiazdosz rudawy (Geastrum rufescens)
- kolczatek strzępiasty (Hericium cirrhatum)
- mądziak psi (Mutinus caninus)
- oranżowiec bladożółty (Pycnoporellus alboluteus)
- pałeczka frędzelkowana (Tulostoma fimbriatum)
- purchawica olbrzymia (Langermannia gigantea)
- sarniak dachówkowaty (Sarcodon imbricatus)
- siedzuń sosnowy (Sparassis crispa)
- sromotnik fiołkowy (Phallus hadriani)